# Buffonellaria muriella
Buffonellaria muriella is een mosdiertjessoort uit de familie van de Celleporidae. De wetenschappelijke naam van de soort is voor het eerst geldig gepubliceerd in 2008 door Berning & Kuklinski.